# Santa Maria delle Nevi
Santa Maria delle Nevi (Unsere Liebe Frau vom Schnee) ist eine katholische Kirche in der Via dei Montanini in Siena, Italien.

## Geschichte und Beschreibung
Sie wurde zwischen 1471/1472 und 1477 von Giovanni Cinughi, Bischof von Pienza, für seine Familie gebaut. Nach seinem Tod fehlten jedoch die finanziellen Mittel für den Innenausbau.
Sie war ursprünglich Teil des alten Klosters Sant’Egidio, bekannt als die „Kapuzinerinnen“, das sich von einer Seite der Via Malavolti zur anderen erstreckte und sie mit einem Bogen überquerte. Um den Bau der neuen Piazza Umberto I. zu ermöglichen, wurde das Kloster Anfang des 20. Jahrhunderts von der Gemeinde gekauft und abgerissen. Vom Kloster wurde nur die kleine Renaissancekirche der Madonna delle Nevi dank des Bürgermeisters Lisini gerettet, der sich als Historiker und Gelehrter entschieden gegen den Abriss der Kirche aussprach und es für nutzlos hielt, das kleine Gebäude und die darin aufbewahrten Werke zu zerstören.
Das Gebäude hat eine klassische Travertinfassade, die mit dekorativen Elementen (Tympanon, Lisene, Portal in Sandstein und das Wappen des Auftraggebers aus Marmor) verziert ist.
Die schöne Renaissancearchitektur mit einem einzigen Kirchenschiff und zwei Jochen mit Kreuzrippengewölben wird Bastiano di Corso oder Lorenzo di Pietro, bekannt als Vecchietta, oder einem anderen Schüler von Francesco di Giorgio zugeschrieben.
Das Gebäude wird durch das runde Fenster der Fassade und die beiden linken Seitenfenster beleuchtet, während die beiden rechten Fenster unvollendet blieben, ebenso wie die gesamte Verzierung der Seitenwände und Gewölbe.

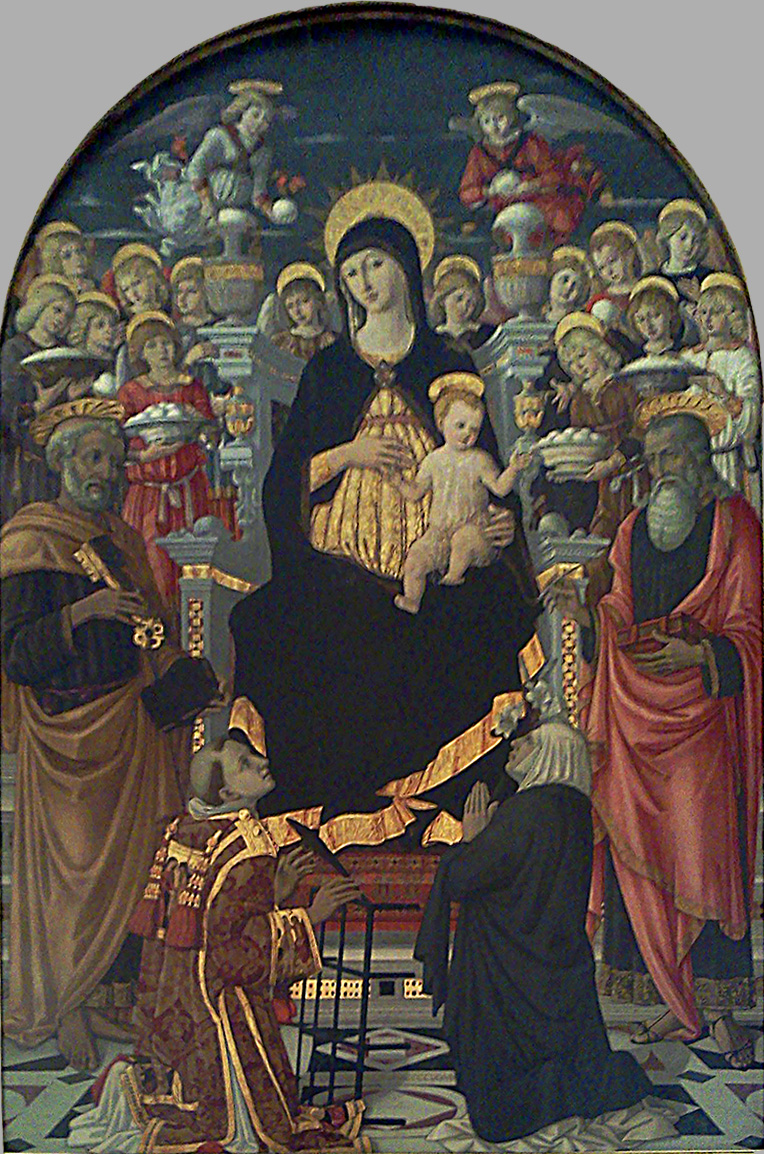
Madonna delle Nevi von Matteo di Giovanni

Auf dem Hauptaltar befindet sich die große Madonna delle Nevi, ein Meisterwerk, das von Matteo di Giovanni (1477) signiert und datiert wurde. Sie zeigt die Madonna auf dem Thron mit dem Kind, flankiert von den Heiligen Petrus und Johannes dem Evangelisten vor den Heiligen Lorenz und Katharina von Siena. Hinter ihnen sind zahlreiche Engel mit Schalen, die den Schnee enthalten, der am 5. August 358 in Rom an der Stelle fiel, wo Papst Liberius die Basilika Santa Maria Maggiore bauen sollte. Die Predella zeigt die Geschichte des Schneefalls und das Wappen der Familie Cinughi.
Die Stuckarbeiten an den Altarseiten mit dem heiligen Josef und der heiligen Maria Magdalena von Pazzi werden dem sienesischen Bildhauer Giuseppe Maria Mazzuoli (18. Jahrhundert) zugeschrieben.